# Millerntor-Stadion
O Millerntor-Stadion é um estádio multiuso no bairro de St. Pauli, na cidade de Hamburgo, na Alemanha. É mais conhecido por ser o estádio do St. Pauli, situado na rua Heiligengeistfeld, perto da Reeperbahn, uma zona de prostituição de Hamburgo. O estádio tinha a capacidade de 32.000 torcedores quando foi construído em 1961. É também usado pelo Hamburg Red Devils, time de futebol americano, e também como local de concertos, incluindo uma performance do Prince em 1988. O St. Pauli celebrou seu centenário no estádio em 2010.

## História

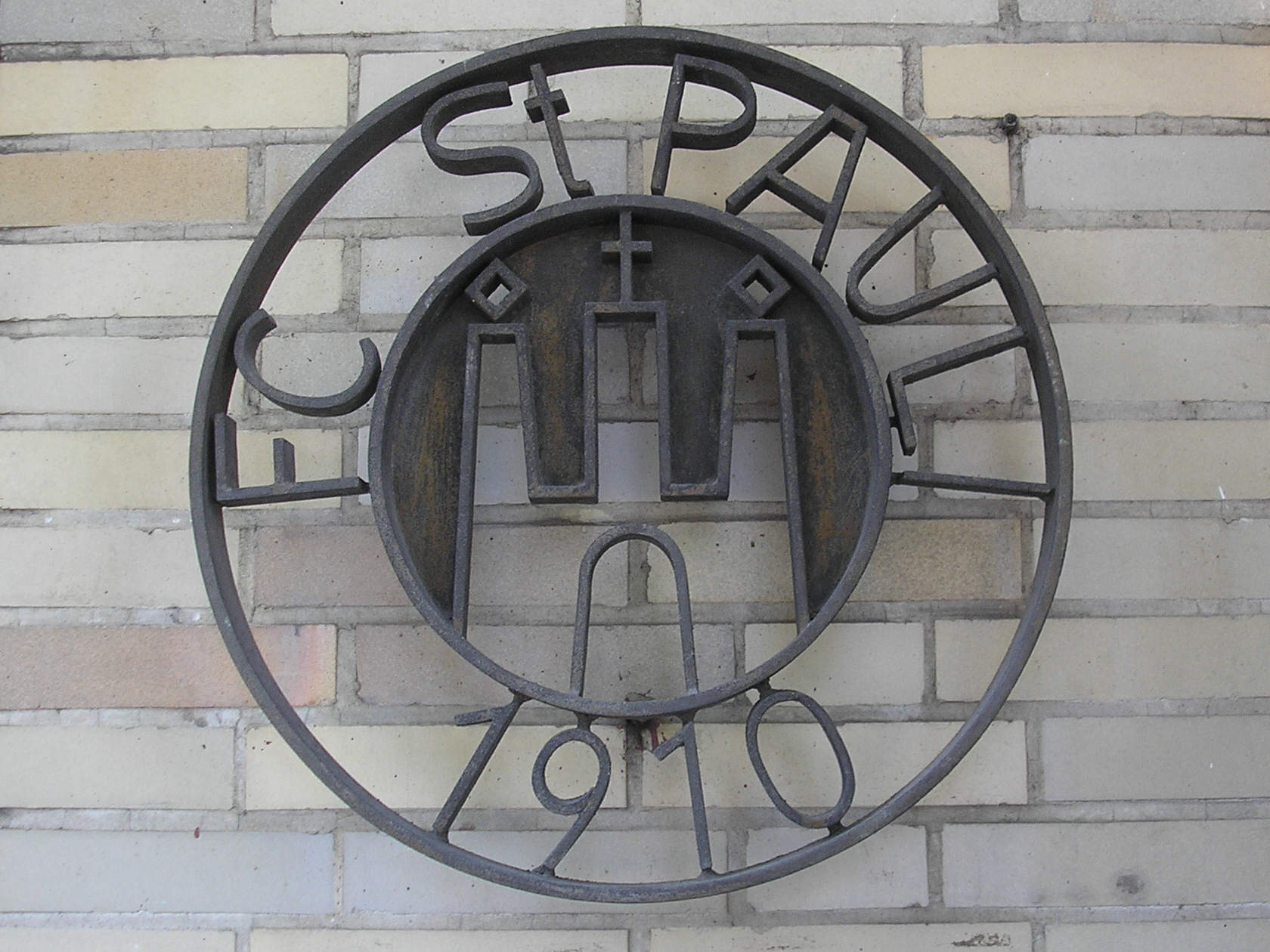
O escudo do St. Pauli no lado de fora do Millerntor-Stadion em 2007.

O primeiro campo esportivo na Heiligengeistfeld foi criado após a Primeira Guerra Mundial como um simples espaço plano. Este foi o terreno da casa do St. Pauli TV, juntamente com outras associações desportivas de trabalhadores (Arbeitersportkartells).
Em 1946, o clube (agora chamado de FC St. Pauli) construiu seu próprio estádio parcialmente no local original do Observatório de Hamburgo, construído em 1802 por Johann Georg Repsold e transferido para Bergedorf em 1912. O estádio estava localizado na Heiligengeistfeld, em frente ao antigo quartel do corpo de bombeiros e na esquina entre as ruas Glacischaussee e Budapester.
Em uma cidade em ruínas pela Segunda Guerra Mundial, o estádio só foi feito possível com a ajuda de torcedores e membros do clube. No entanto, o estádio não durou muito, pois teve que ser removido em 1961. Isso foi devido à IGA (Exposição Internacional de Jardins) de 1963 em Hamburgo e partes do parque Planten un Blomen foram construídas no local. (O local é hoje a entrada norte da estação U Bahn St. Pauli.)
Como resultado, o clube teve que encontrar um novo estádio e, em 1961, começou a construção do Millerntor-Stadion. O novo estádio foi inaugurado em 1963, atrasado por uma falta inicial de sistema de drenagem, o que tornou o gramado inacessível após a chuva. O novo estádio comportava 32.000 espectadores, mas a capacidade foi posteriormente reduzida para 20.629 por razões de segurança.
O Millerntor-Stadion sofreu inúmeras modificações ao longo dos anos. A maior mudança foi uma construção de uma área de assentos temporária, permitindo a promoção para a Bundesliga de 1988. Esta área temporária estava em uso até maio de 2012, quando foi demolida.
No final da década de 1980, os planos para um novo estádio, o chamado Sport-Dome, foram impedidos por torcedores do clube e moradores. O Sport-Dome teria se tornado um estádio de última geração para todos os lugares, que combinaria instalações esportivas com um shopping center e um hotel. Os torcedores protestaram contra a comercialização de seu estádio e também houve temores de que o Sport-Dome pudesse levar a aluguéis mais altos no bairro.
Na década de 1990, o presidente do clube, o arquiteto Heinz Weisener, fez novos planos, mas eles também entraram em colapso, desta vez devido à situação financeira do clube. A questão de um novo estádio parecia uma história sem fim e cada presidente fez seus próprios planos.

## Remodelação (2006–2015)
Em dezembro de 2006, a arquibancada sul foi demolida após o jogo contra o Wuppertaler SV. Isso fez com que a capacidade fosse reduzida para 15.600 pessoas. Devido a alguns problemas causados pela má gestão do projeto de reconstrução, a construção da nova arquibancada neste lado do campo foi muito atrasada, e alguns torcedores ironicamente se referiram ao lado agora vazio do campo como "o buraco Littman", referindo-se ao então presidente do clube, Corny Littmann, responsabilizado pelo atraso. Eventualmente, a construção da nova arquibancada começou na primavera de 2007.

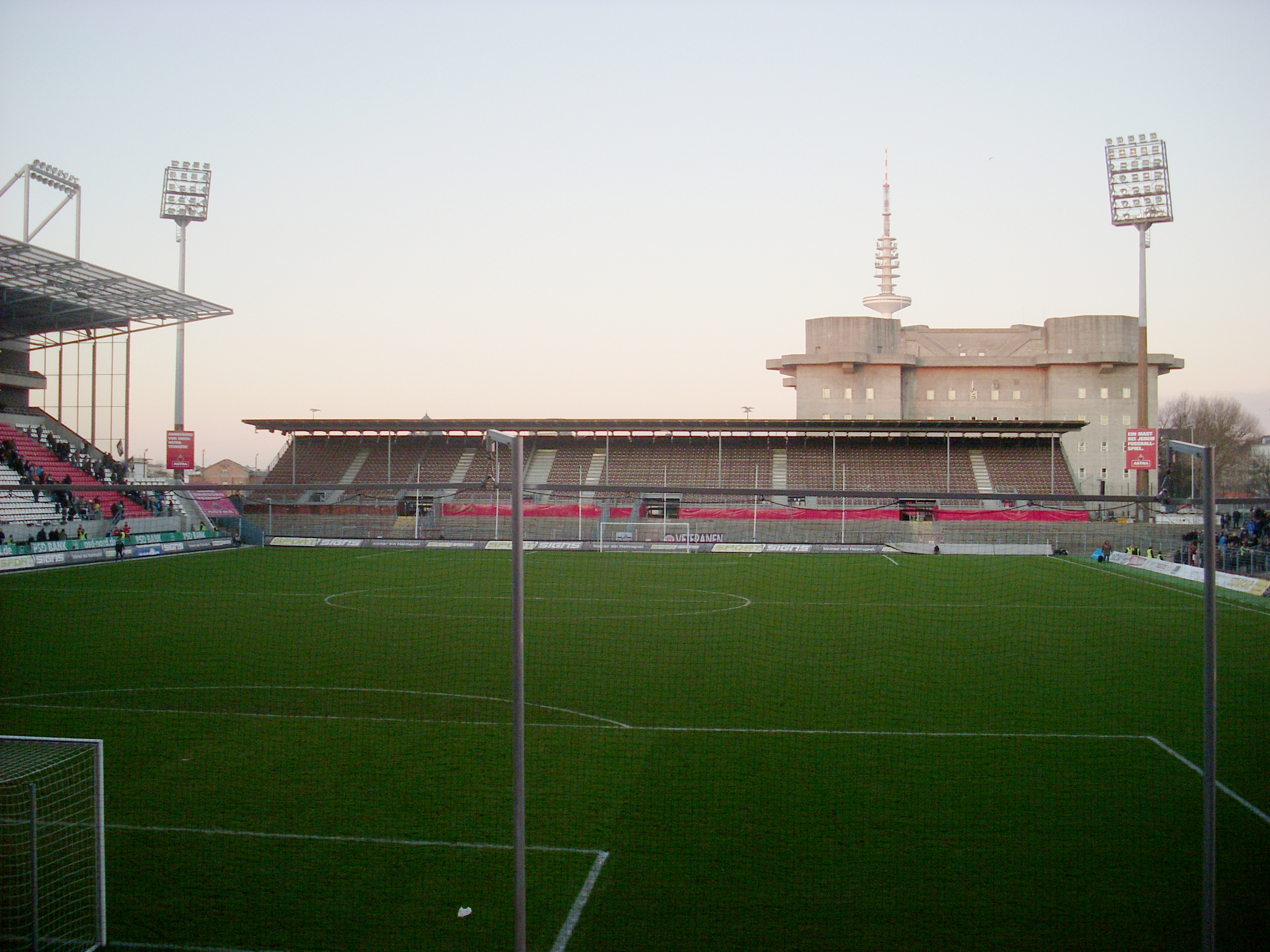
A arquibancada norte em 2012.

Com a nova arquibancada sul concluída e uma nova área de assentos temporária acima da arquibancada norte, a capacidade foi aumentada para 22.648. Com a primeira fase da remodelação concluída, o clube também garantiu o cumprimento dos requisitos de classificação do gramado para uma licença da Federação Alemã de Futebol, incluindo a instalação de aquecimento subterrâneo. Além disso, o antigo e icônico placar operado manualmente foi substituído por uma nova tela digital mais moderna, embora alguns torcedores não tenham gostado desta ação.
Após a conclusão da nova arquibancada sul, a arquibancada principal foi demolida em meados de novembro de 2009. A nova arquibancada para todos os lugares foi concluída a tempo para o início da temporada 2010–11, com a capacidade do estádio subindo para 24.487 espectadores.

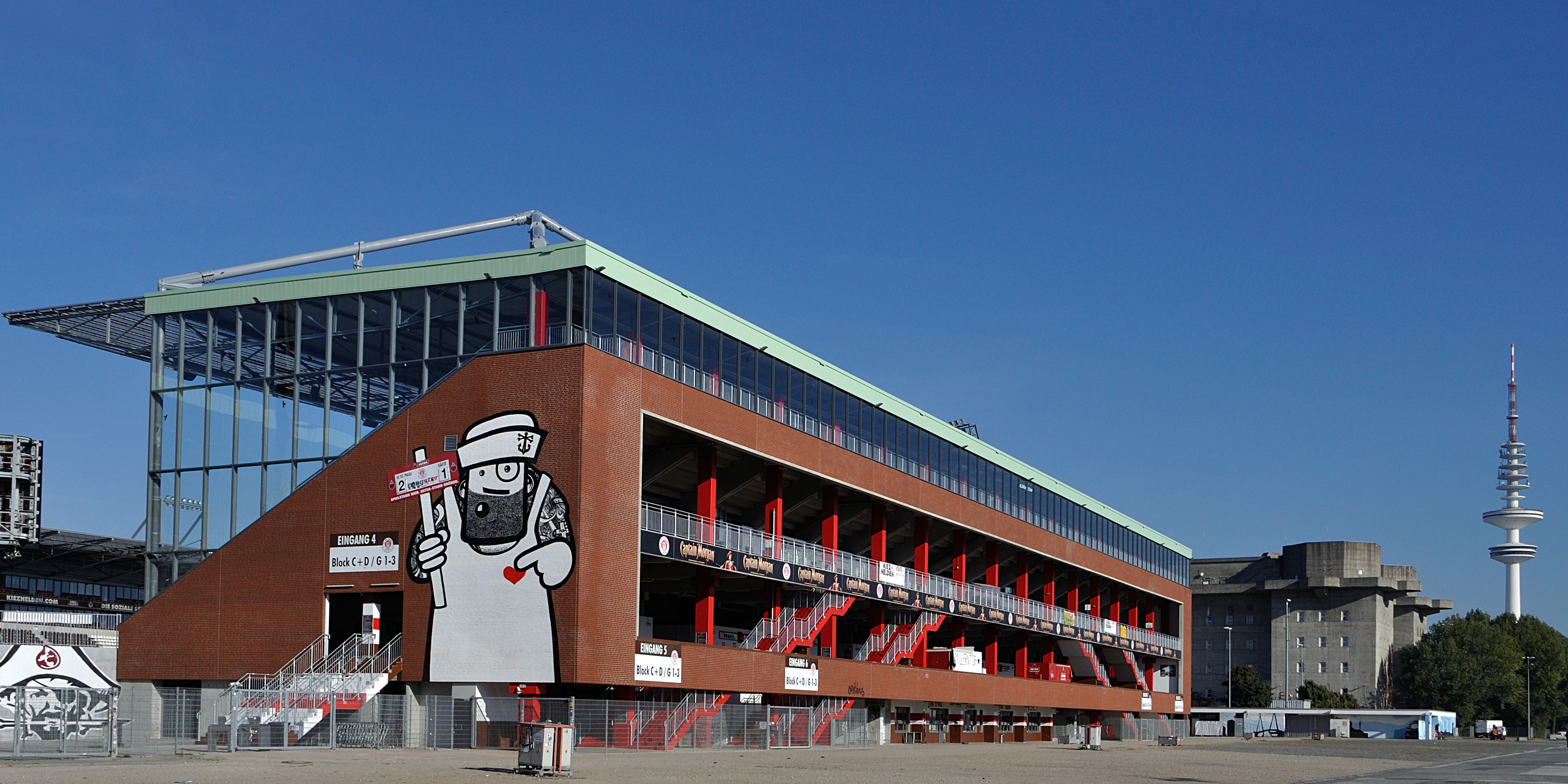
A nova Gegengerade em 2013.

A remodelação da Gegengerade (lit. Lado Distante) começou em janeiro de 2012 com a construção de um nova estação de metrô na rua do estádio. Duas bombas lançadas do ar da Segunda Guerra Mundial, pesando aproximadamente 250-500 quilos, foram encontradas embaixo da rua durante os trabalhos.
Dois projetos diferentes para a nova Gegengerade foram debatidos durante o outono de 2011: um deles foi um design curvilíneo elaborado, e o outro, um design mais convencional mais de acordo com o resto do estádio remodelado. O primeiro projeto veio da colaboração entre a empresa de engenharia OSD e a Interpol +-, com sede em Hamburgo. A arquibancada proposta deveria ter 27 metros de altura, com capacidade total de 14.000 espectadores (3.000 sentados). No final, o FC St. Pauli anunciou em novembro de 2011, após extensa consulta com os torcedores, que construiria o projeto mais convencional com a fachada de tijolos vermelhos, projetada pelo escritório de arquitetos art.te.plan GmbH, de Dortmund. As razões apontadas para a decisão foram segurança, tempo de construção, estilo arquitetônico mais agradável e custo. Com um preço possivelmente tão alto quanto € 21 milhões, o projeto rejeitado teria assumido quase todo o orçamento para a reconstrução da Gegengerade, mais do que a arquibancada norte e as novas instalações de treinamento juntas.
A nova Gegengerade concluída tem uma capacidade total de 13.199, com espaço para 10.126 espectadores em pé e 3.030 assentos na camada superior. Na parte superior da arquibancada também há 27 lugares para mídia e comentaristas, além de 16 lugares para deficientes visuais e seus acompanhantes.
A antiga Gegengerade foi demolida após o jogo contra o Paderborn em maio de 2012, e o principal empreiteiro para a construção da nova Gegengerade foi Walter Hellmich GmbH.
Com a nova Gegengerade concluída, a capacidade do Millerntor-Stadion subiu para 29.063 no início de 2013. A fase final do programa de redesenvolvimento planejado foi a arquibancada norte. A demolição da arquibancada norte começou após a partida da Copa da Alemanha de 2014–15, contra o Borussia Dortmund, no final de outubro de 2014. Quando a arquibancada norte foi totalmente demolida, o terreno foi analisado e pesquisado em busca de bombas não detonadas e, em seguida, a reconstrução começou.
Quando o trabalho de reconstrução do terreno foi concluído, a capacidade do estádio aumentou para quase 30.000 espectadores.

## Capacidade
A partir de julho de 2015, o estádio passou a ter capacidade para 29.546 espectadores, dos quais 16.940 em pé e 12.606 sentados. A capacidade inclui assentos para mídia e comentaristas, para deficientes, para executivos e outros nas 39 suítes.
As suítes são oficialmente conhecidas como Séparées. Isso é feito com uma referência humorística às Chambres Séparées, usadas pelas trabalhadoras sexuais na zona de prostituição nas proximidades da Reeperbahn.

## Localização

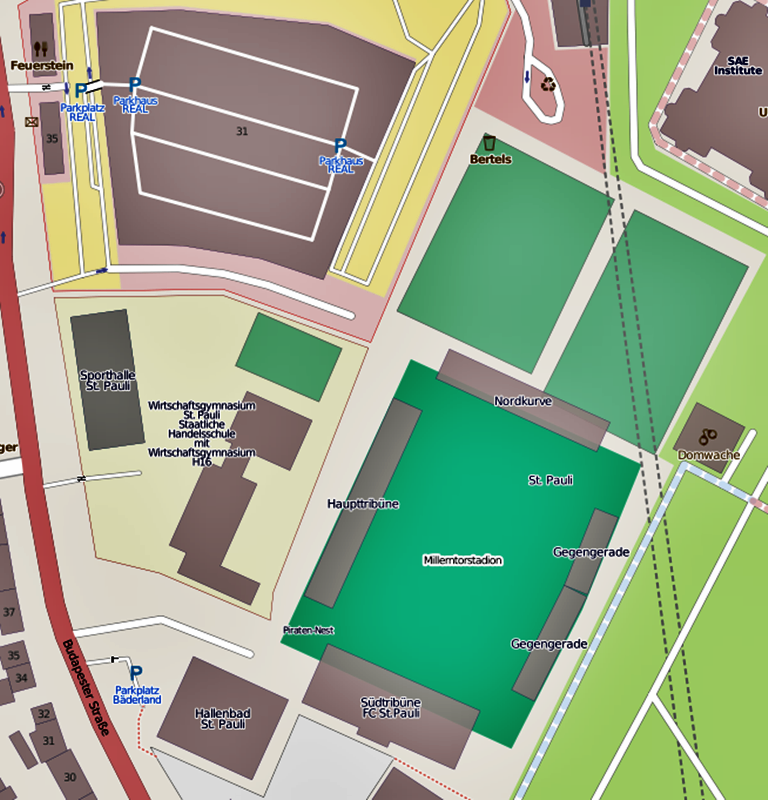
Um mapa da área ao redor.
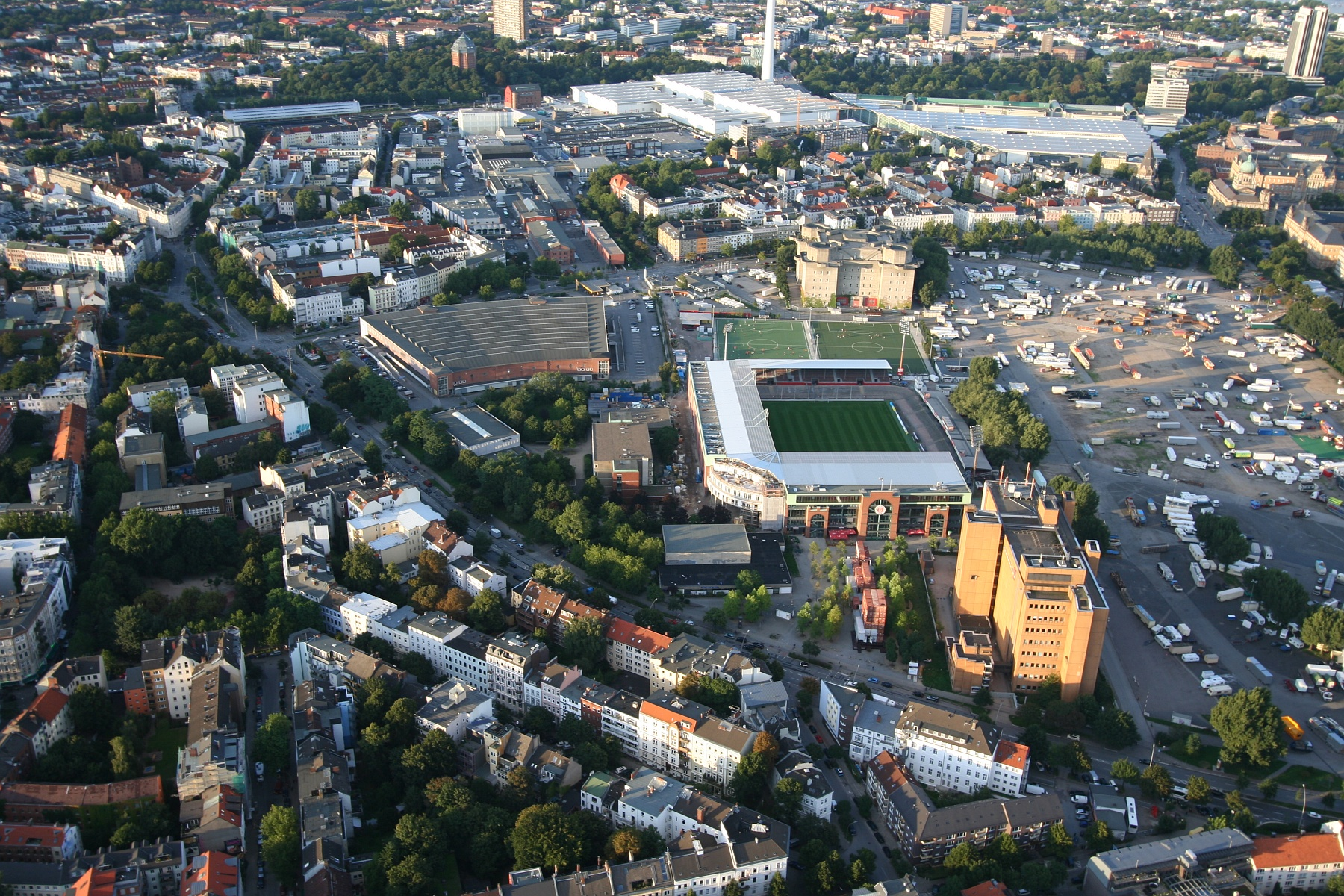
A área ao redor vista em 2010.

## Nome
O nome Millerntor é derivado do Portão Millerntor, um dos portões que permitiam a entrada através da muralha da cidade que cercava a Cidade Livre e Hanseática de Hamburgo. A área que agora constitui a moderna St. Pauli estava localizada fora da muralha da cidade, na terra de ninguém entre Hamburgo e a cidade de Altona, que na época ainda pertencia à Dinamarca.
De 1970 a 1998, o Millerntor-Stadion era conhecido como Wilhelm-Koch-Stadion. Foi renomeado Millerntor-Stadion pelos membros do clube porque seu homônimo Wilhelm Koch era membro do Partido Nazista durante a grande guerra. Em 2007, os membros do clube decidiram que não haveria uso comercial do nome.

## Galeria

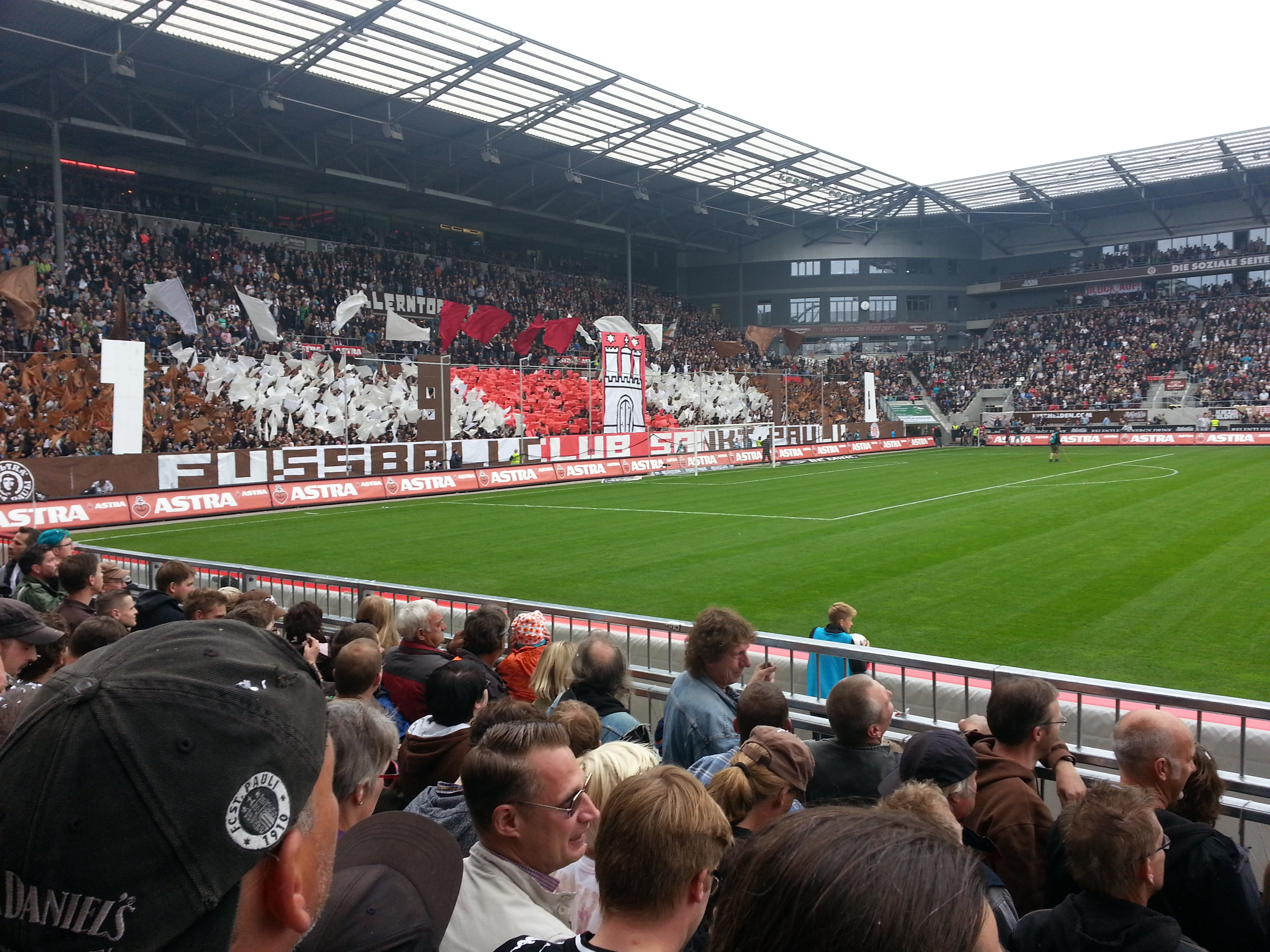
A partida FC St. Pauli - FSV Frankfurt em 2013, vista da nova Gegengerade.
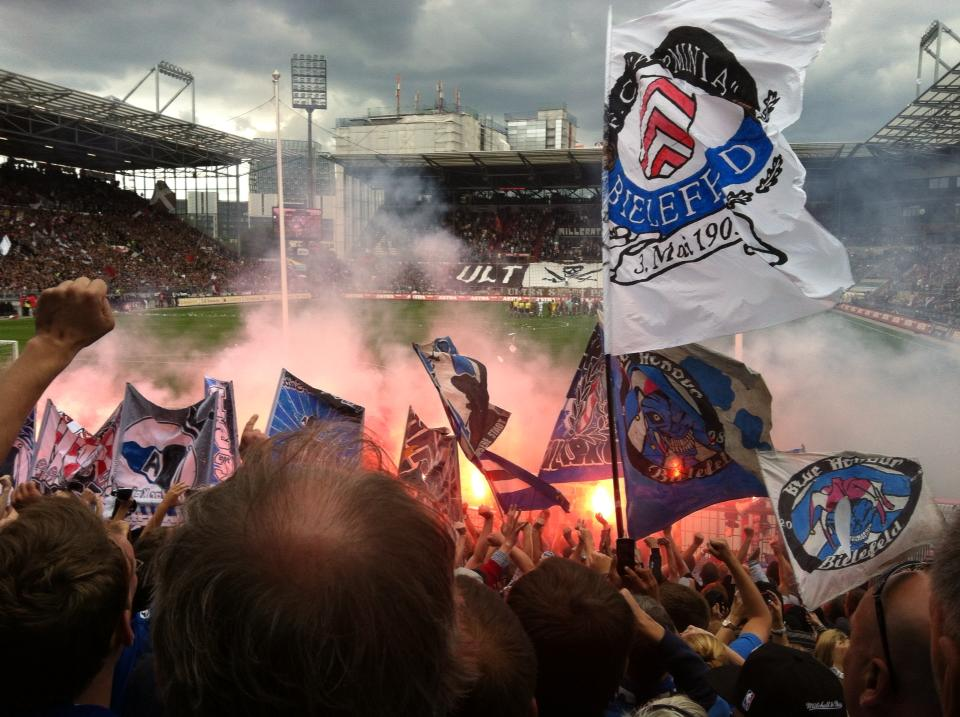
A partida FC St. Pauli - DSC Arminia Bielefeld em 2013, vista da antiga arquibancada norte.